# Чемпионат мира по фигурному катанию 1913
Чемпионат мира по фигурному катанию 1913 года был проведён Международным союзом конькобежцев в Швеции и Венгрии. Фигуристы соревновались в мужском, женском одиночном катании и в парном катании.
Соревнования среди мужчин проходили 23 февраля в Вене, среди женщин и среди пар — с 10 по 11 февраля в Стокгольме.

## Результаты

### Мужчины
| Место | Имя               | Страна   | Сумма мест |
| ----- | ----------------- | -------- | ---------- |
| 1     | Фриц Кахлер       | Австрия  | 5          |
| 2     | Вилли Бёкль       | Австрия  | 13         |
| 3     | Андор Сенде       | Венгрия  | 16         |
| 4     | Иван Малинин      | Россия   | 22         |
| 5     | Эрнст Оппахер     | Австрия  | 23         |
| 6     | Харальд Рут       | Швеция   | 28         |
| 7     | Вернер Риттбергер | Германия | 31         |
| 8     | Пауль Мецнер      | Германия | 40         |

### Женщины
| Место | Имя                    | Страна                        | Сумма мест |
| ----- | ---------------------- | ----------------------------- | ---------- |
| 1     | Опика фон Мерай-Хорват | Венгрия                       | 5          |
| 2     | Филлис Джонсон         | Великобритания                | 17         |
| 3     | Свеа Нурен             | Швеция                        | 17         |
| 4     | Грете Страсилла        | Германия                      | 21         |
| 5     | Анна Лиса Аллардт      | Великое княжество Финляндское | 20         |
| 6     | Магда Маурой           | Швеция                        | 28         |
| 7     | Теа Френсен            | Германия                      | 32         |
| 8     | Урсула Блэквуд         | Великобритания                | 40         |

### Пары
| Место | Имя                                         | Страна                        | Сумма мест |
| ----- | ------------------------------------------- | ----------------------------- | ---------- |
| 1     | Хелен Энгельманн / Карл Мейстрик            | Австрия                       | 9          |
| 2     | Людовика Эйлерс-Якобссон и Вальтер Якобссон | Великое княжество Финляндское | 9.5        |
| 3     | Криста фон Сабо / Лео Хорвиц                | Австрия                       | 11.5       |
| 4     | Алексия Скёйен / Ингвар Брин                | Норвегия                      | 23         |
| 5     | Элли Свенссон / Пер Турен                   | Швеция                        | 24.5       |
| 6     | Хельфрид Пальм / Агард Пальм                | Швеция                        | 30         |
| 7     | А. Кадоган / Артур Камминг                  | Великобритания                | 32.5       |